# Elativ
Elativ er en grammatisk kasus, der angiver en bevægelses bort fra et sted; ud af. Elativ findes i de finsk-ugriske sprog.